# Antriol
Antriol es un asentamiento en la isla de Bonaire, un territorio con estatus de municipio especial del Reino de los Países Bajos en el mar Caribe, frente a la costa de Venezuela. La comunidad está ubicada al norte de la capital de la isla, la ciudad de Kralendijk.